# Pauvre Petit
Pauvre petit est un film muet français réalisé par Louis Feuillade, sorti en 1910.

## Fiche technique
- Titre original : Pauvre petit
- titre alternatif : Le Pauvre Gosse
- Réalisation et scénario : Louis Feuillade
- Société de production : Société des Établissements L. Gaumont
- Pays : France
- Format : Muet - Noir et blanc
- Genre : Drame
- Durée : inconnue
- Date de sortie : 
  -  France - 1910

## Distribution
- Maurice Vinot
- Alice Tissot